# قائمة الصبغيات البشرية
الصبغيات البشرية

## وظائف الكروموسومات
المعلومات مكتوبة على الكروموسومات لأي الأمراض نحن معرضین للإصابة، كم هو العمر المتوقع أن نصل إلیه (إذا التزمنا بأسس الحیاة الصحیة ودون التعرض لحوادث)، إذا ما كنا سنصبح – بدرجات مختلفة – شجعان، جبناء، حنونین، أو باردي المشاعر. ثم توجد أیضاً القدرات الذهنیة؛ ما هي قابلیتنا للإبداع في الریاضیات أو في التألیف الروائي... في الوقت الحالي العلماء قادرون على قراءة جزء بسیط جداً من «بطاقة الهویة» ھذه، لكنھم تمكنوا من كشف العدید من الحقائق المثیرة.
كل الصفات الجسدیة والمعنویة التي تمیزنا عن غیرنا موجودة هنا.
- الصبغي 1 : له علاقة مباشرة بالشهية للطعام ونمو الأعصاب
- الصبغي 2 : له علاقة بأمراض مثل سرطان الأمعاء وبمرض. dyslexia أو صعوبة التعلم
- الصبغي 4 : له علاقة بأمراض الأسنان وسقوطها المبكر
- الصبغي 5 : له علاقة بالتحكم بالشعور بالإجهاد والهدوء
- الصبغي 6 :له علاقة بالخصوبة والمشاعر وإنتاج الحليب عند المرضع
- الصبغي 7 : ينظم إنتاج الكريات الحمر وإبقاء البشرة لينة ومطاطية
- الصبغي 8 : له علاقة بسقوط الشعر وبالتالي الصلع كما له علاقة بمتلازمة ويرنر أي الشيخوخة المبكرة
- الصبغي 9 : له علاقة بفصيلة الدم وفهم الأنف للروائح التي يشمها الأنف
- الصبغي 10 : له علاقة بالشهية المفرطة وبالتالي السمنة
- الصبغي 11: له علاقة بتحديد الشخصية.....كمايلعب دورا فيما يخط الإصابة بالأورام كما يحمي الأسنان من التسوس
- الصبغي 12 : له علاقة بتحديد الذكاء وطول الجسم أو قصره كما له علاقة بالحساسية للكحول والثمل على الفور
- الصبغي 13 : له علاقة بالإصابة بمرض التوحد وسرطان الثدي
- الصبغي 14: له علاقة بإصابة الإنسان بالصمم ويلعب دورا بمرض الزهايمر
- الصبغي 17 : له علاقة بالشعور بالخوف والقوة الجسدية

## الصبغي 1

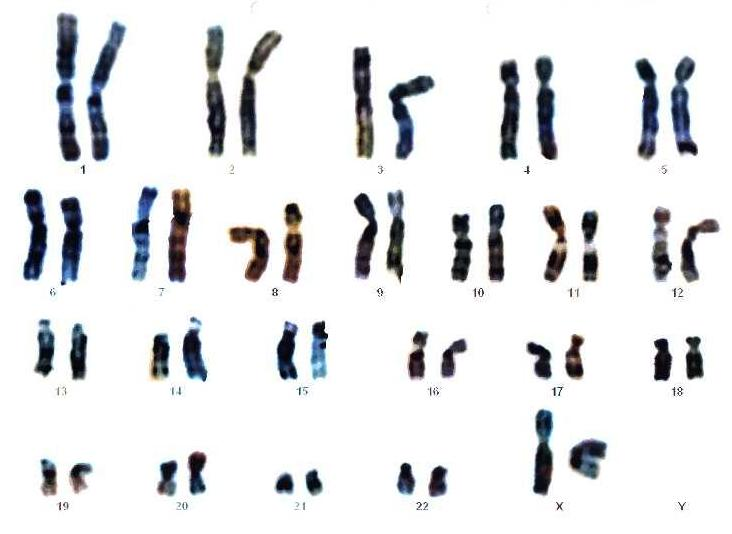
الصبغيات البشرية

- الصبغي 1 هو أكبر الصبغيات طولا وبه 246 مليونا من ال

قواعد المزدوجة.
- يمثل 8% من الدنا النووي.
- مجموع عدد جينات الصبغي 1 ما بين 2100 و 2500
- لعدد كبير من الأمراض علاقة بالصبغي 1
- كل شخص له صبغيين 1 (واحد من أصل أبوي والآخر من أصل أمي).

## الصبغي 3
- الصبغي 3 يشكل طوله 200 مليونا من القواعد المزدوجة.
- يمثل 6,5 % من الدنا النووي.
- مجموع عدد جينات الصبغي 3 ما بين 1100 و 1500
- لعدد كبير من الأمراض علاقة بالصبغي 3
- كل شخص له صبغيين 3 (واحد من أصل أبوي والآخر من أصل أمي).

## الصبغي 4
- الصبغي 4 يشكل طوله 191 مليونا من القواعد المزدوجة.
- يمثل 6% من الدنا النووي.
- مجموع عدد جينات الصبغي 4 ما بين 800 و 1100
- لعدد كبير من الأمراض علاقة بالصبغي 4
- كل شخص له صبغيين 4 (واحد من أصل أبوي والآخر من أصل أمي).

## الصبغي 5
- الصبغي 5 يشكل طوله 180 مليونا من القواعد المزدوجة.
- يمثل 6% من الدنا النووي.
- مجموع عدد جينات الصبغي 5 ما بين 900 و 1300
- لعدد كبير من الأمراض علاقة بالصبغي 5
- كل شخص له صبغيين 5 (واحد من أصل أبوي والآخر من أصل أمي).

## الصبغي 6
- الصبغي 6 يشكل طوله 170 مليونا من القواعد المزدوجة.
- يمثل ما بين 5,5% و 6% من الدنا النووي.
- مجموع عدد جينات الصبغي 6 ما بين 1100 و 1600
- لعدد كبير من الأمراض علاقة بالصبغي 6
- كل شخص له صبغيين 6 (واحد من أصل أبوي والآخر من أصل أمي).

## الصبغي 7
- الصبغي 7 يشكل طوله 158 مليونا من القواعد المزدوجة.
- يمثل ما بين 5% و 5,5 % من الدنا النووي.
- مجموع عدد جينات الصبغي 7 ما بين 1000 و 1400
- لعدد كبير من الأمراض علاقة بالصبغي 7
- كل شخص له صبغيين 7 (واحد من iyhi

## الصبغي 8
- الصبغي 8 يشكل طوله 146 مليونا من القواعد المزدوجة.
- يمثل ما بين 4,5 و 5% من الدنا النووي.
- مجموع عدد جينات الصبغي 8 ما بين 700 و 1000
- لعدد كبير من الأمراض علاقة بالصبغي 8
- كل شخص له صبغيين 8 (واحد من أصل أبوي والآخر من أصل أمي).

## الصبغي 9
- الصبغي 9 يشكل طوله 136 مليونا من القواعد المزدوجة.
- يمثل ما بين 4% و 4,5% من الدنا النووي.
- مجموع عدد جينات الصبغي 9 ما بين 800 و 1200
- لعدد كبير من الأمراض علاقة بالصبغي 9
- كل شخص له صبغيين 9 (واحد من أصل أبوي والآخر من أصل أمي).

## الصبغي 10
- الصبغي 10 يشكل طوله 135 مليونا من القواعد المزدوجة.
- يمثل ما بين 4 و 4,5% من الدنا النووي.
- مجموع عدد جينات الصبغي 10 ما بين 800 و 1200
- لعدد كبير من الأمراض علاقة بالصبغي 10
- كل شخص له صبغيين 10 (واحد من أصل أبوي والآخر من أصل أمي).

## الصبغي 11
- الصبغي 11 يشكل طوله 134 مليونا من القواعد المزدوجة.
- يمثل ما بين 4 و 4,5% من الدنا النووي.
- مجموع عدد جينات الصبغي 11 ما بين 1300 و 1700
- لعدد كبير من الأمراض علاقة بالصبغي 11
- كل شخص له صبغيين 11 (واحد من أصل أبوي والآخر من أصل أمي).

## الصبغي 12
- الصبغي 12 يشكل طوله 132 مليونا من القواعد المزدوجة.
- يمثل ما بين 4 و 4,5% من الدنا النووي.
- مجموع عدد جينات الصبغي 12 ما بين 1000 و 1300
- لعدد كبير من الأمراض علاقة بالصبغي 12
- كل شخص له صبغيين 12 (واحد من أصل أبوي والآخر من أصل أمي).

## الصبغي 13
- الصبغي 13 يشكل طوله 113 مليونا من القواعد المزدوجة.
- يمثل ما بين 3,5 % و 4% من الدنا النووي.
- مجموع عدد جينات الصبغي 13 ما بين 300 و 700
- لعدد كبير من الأمراض علاقة بالصبغي 13
- كل شخص له صبغيين 13 (واحد من أصل أبوي والآخر من أصل أمي).

## الصبغي 14
- الصبغي 14 يشكل طوله 105 مليونا من القواعد المزدوجة.
- يمثل ما بين 3 و 3,5% من الدنا النووي.
- مجموع عدد جينات الصبغي 14 ما بين 700 و 1200
- لعدد كبير من الأمراض علاقة بالصبغي 14
- كل شخص له صبغيين 14 (واحد من أصل أبوي والآخر من أصل أمي).

## الصبغي 15
- الصبغي 15 يشكل طوله 100 مليونا من القواعد المزدوجة.
- يمثل ما بين 3 و 3,5% من الدنا النووي.
- مجموع عدد جينات الصبغي 15 ما بين 700 و 900
- لعدد كبير من الأمراض علاقة بالصبغي 15
- كل شخص له صبغيين 15 (واحد من أصل أبوي والآخر من أصل أمي).

## الصبغي 16
- الصبغي 16 يشكل طوله 90 مليونا من القواعد المزدوجة.
- يمثل أقل قليلا من 3% من الدنا النووي.
- مجموع عدد جينات الصبغي 16 ما بين 850 و 1200
- لعدد كبير من الأمراض علاقة بالصبغي 16
- كل شخص له صبغيين 16 واحد من (أصل أبوي) والآخر من (أصل أموي).

## الصبغي 17
- الصبغي 17 يشكل طوله 81 مليونا من القواعد المزدوجة.
- يمثل ما بين 2 و 2,5% من الدنا النووي.
- مجموع عدد جينات الصبغي 17 ما بين 1200 و 1500
- لعدد كبير من الأمراض علاقة بالصبغي 17
- كل شخص له صبغيين 17 (واحد من أصل أبوي والآخر من أصل أمي).

## الصبغي 18
- الصبغي 18 يشكل طوله 76 مليونا من القواعد المزدوجة.
- يمثل 2,5% من الدنا النووي.
- مجموع عدد جينات الصبغي 18 ما بين 300 و 400
- لعدد كبير من الأمراض علاقة بالصبغي 18
- كل شخص له صبغيين 18 (واحد من أصل أبوي والآخر من أصل أمي).

## الصبغي 19
- الصبغي 19 يشكل طوله 63 مليونا من القواعد المزدوجة.
- يمثل ما بين 2 و 2,5% من الدنا النووي.
- مجموع عدد جينات الصبغي 19 ما بين 1300 و 1700
- لعدد كبير من الأمراض علاقة بالصبغي 19
- كل شخص له صبغيين 19 (واحد من أصل أبوي والآخر من أصل أمي).

## الصبغي 20
- الصبغي 20 يشكل طوله 63 مليونا من القواعد المزدوجة.
- يمثل ما بين 2 و 2,5% من الدنا النووي.
- مجموع عدد جينات الصبغي 20 ما بين 600 و 800
- لعدد كبير من الأمراض علاقة بالصبغي 20
- كل شخص له صبغيين 20 (واحد من أصل أبوي والآخر من أصل أمي).

## الصبغي 21
- الصبغي 21 يشكل طوله 47 مليونا من القواعد المزدوجة.
- يمثل 1,5% من الدنا النووي.
- مجموع عدد جينات الصبغي 21 ما بين 200 و 400
- لعدد كبير من الأمراض علاقة بالصبغي 21
- كل شخص له صبغيين 21 (واحد من أصل أبوي والآخر من أصل أمي).

## الصبغي 22
- الصبغي 22 يشكل طوله 49 مليونا من القواعد المزدوجة.
- يمثل ما بين 1,5 % و 2% من الدنا النووي.
- مجموع عدد جينات الصبغي 22 ما بين 500 و 800
- لعدد كبير من الأمراض علاقة بالصبغي 22
- كل شخص له صبغيين 22 (واحد من أصل أبوي والآخر من أصل أمي)

يتسبب طفرات فيه بامراض بالاصابع مع تخلف دهني حاد

## الصبغي X
- الصبغي X يشكل طوله 153 مليونا من القواعد المزدوجة.
- يمثل 5% من الدنا النووي.
- مجموع عدد جينات الصبغي X ما بين 900 و 1200
- لعدد كبير من الأمراض علاقة بالصبغي 23
- للإناث صبغيين X (واحد من أصل أبوي والآخر من أصل أمي).
- وللذكور صبغي واحد X من أصلا أمي بكيفية حصرية.

## الصبغي Y
- الصبغي Y يشكل طوله 50 مليونا من القواعد المزدوجة.
- يمثل ما بين 1,5 و 2% من الدنا النووي.
- مجموع عدد جينات الصبغي Y ما بين 70 و 300
- لعدد كبير من الأمراض علاقة بالصبغي Y
- لا يوجد لدى الإناث أي صبغي Y.
- وللذكور صبغي واحد Y من أصلا أبوي حصراً.

المرجع : مقال قام بترجمته الدكتور أمل بن إدريس بن الحسن العلمي (أستاذ الطب- الجراحة العصبية)بالمراكز الصحية الجامعية (فاس-المغرب)،